# Історія збагачення корисних копалин

Лабораторія університету з флотації. Кінець ХХ ст. ДонНТУ.

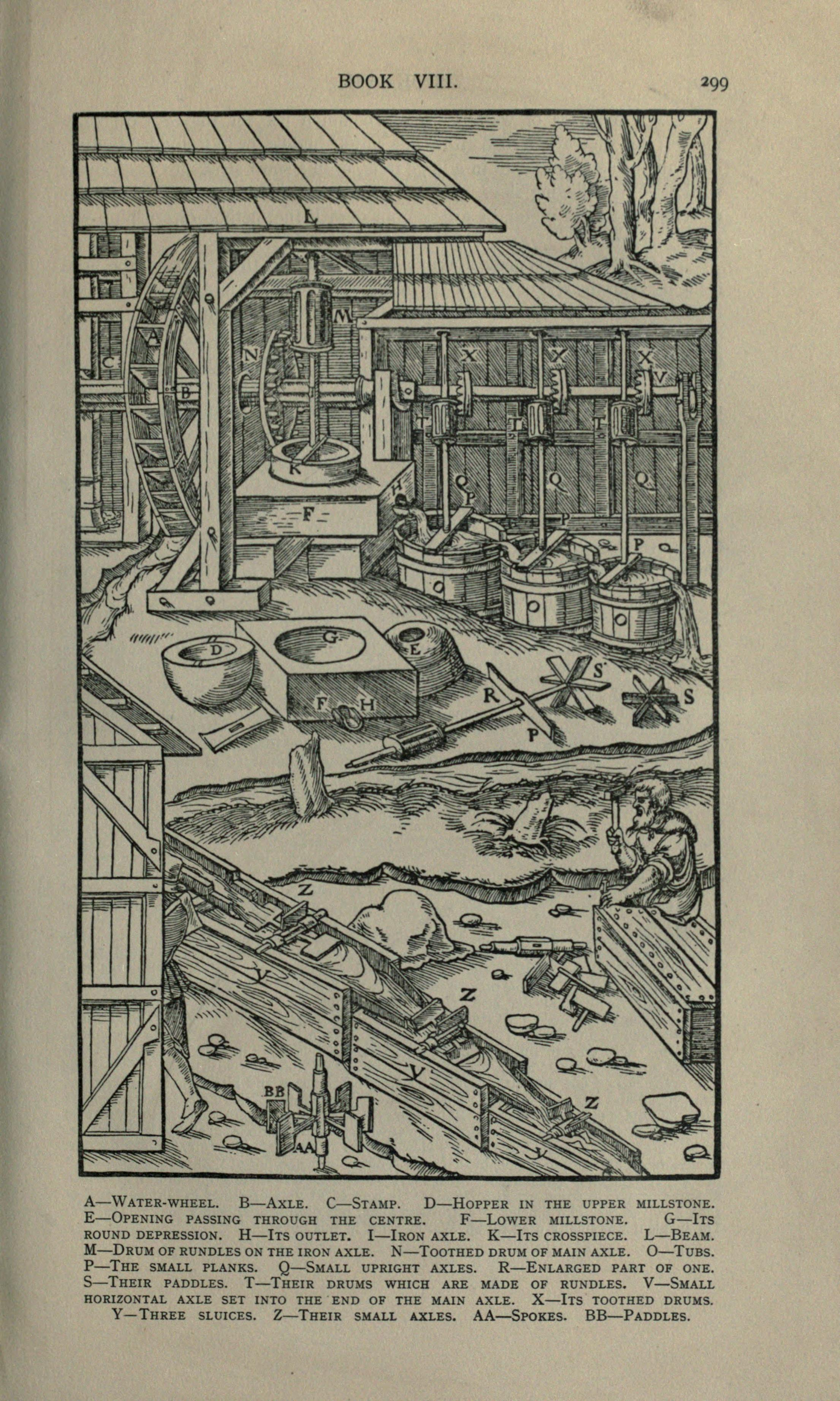
Водна промивка корисних копалин. 1556 р. (Георг Агрікола)

Історія збагачення корисних копалин — частина історії техніки і технологій, зокрема історії гірничої справи.

## Епоха античності
Збагачення корисних копалин спершу виникло як необхідний етап одержання кінцевого продукту, зокрема як елемент вервечки: «видобування — збагачення — витоплення металу (міді, золота, срібла, їхніх сплавів)». Тому у давніх описах гірничих технологій збагачення мінеральної сировини стоїть поряд з власне гірничими роботами і металургією, точніше в проміжку між цими процесами.
Описи окремих процесів, операцій, які ми сьогодні відносимо до галузі збагачення в добу античності ми зустрічаємо у давньогрецького історика Полібія (201—120 до Р. Х.) — автора «Загальної історії» («Історії») в 40 томах, у 37-томній «Природничій історії» римського історика Гая Плінія Секунда (23(24) — 79 рр. по Р. Х.), у «Географії» давньогрецького географа та історика Страбона (64 до Р. Х. — 24 по Р. Х.), творах давньоримського історика Аппіана (кінець 1 ст. — 70-ті роки II ст.) та інших.
Пліній описує вже на той час традиційний спосіб збагачення розсипного золота — шляхом його водної промивки (панорамування) у ємкостях, який у механізованому варіанті з успіхом застосовується до сьогодні: «сиру руду поміщають в чан з водою, а потім перемішують вручну. Великі шматки ґрунту з відходами або порода видаляється, води, що містить дрібні часточки відходів виливаються, в результаті чого важкі руди випадають на дно чана». Але це, зауважує автор, тільки один зі способів добування металів.
Тут же Пліній згадує процес збагачення золота ртуттю (амальгамування) і говорить про його шкідливість для людей, крім того відзначає, що пари срібних рудників теж небезпечні (Пліній XXXIII.98). Порівнюючи різні технології добування золота він зауважує, що "Мабуть, найбільш складний спосіб видобутку розсипного золота був розроблений римлянами. Процес, відомий як «розмив» (у англ. перекладі «hushing»). Для гідророзкриву родовища на певній висотній відмітці накопичувався досить великий запас води, яку потім штучними канавами спрямовувалася у область похованого розсипу чи корінного родовища. Після гідророзкриву, під час якого відбувалася також промивка (попереднє збагачення) для вилучення окремих мінералів застосовували традиційні методи.
У творах ряду античних авторів — «Географії» Страбона (64 до Р. Х. — 24 по Р. Х.), «Природничій історії» Гая Плінія, творах Аппіана(кінець 1 ст. — 70-ті роки II ст.) та інших описано спосіб адгезійного збагачення золота — на обмаслених шкірах овець. Найбільш популярна версія цього опису — це загальновідома оповідь про легендарне «Золоте Руно» з Колхіди. Описується також застосування адгезійно-масляного способу збагачення розсипного золота у Малій Азії.
Видобуток золотоносного піску гірських рік методом вловлювання його у промасленій вовні баранячих шкур був відомий з II тис. до РХ і зберігся у Сванетії (Грузія) до початку XX ст. «Золотоносною Колхідою» називали ці місця Страбон та Пліній. Саме на пошуку «золотого руна» в Колхіді ґрунтується всесвітньо відомий міф про аргонавтів. Цікаво, що опис давньої технології вловлювання золота з гірських потоків за допомогою корит і шкур зустрічається у працях ряду авторів — Страбона, Плінія, грецького історика II ст. Аппіана, інших. Останній у своїй 12-й книзі про війни Мітрідату пише: «Дрібні частинки золота несуть багато річок Кавказу, і місцеві жителі розстелюють баранячі шкури глибоко по дну річки, збирають на них золотий пісок . Такою і була золоторунна шкура Аета».
Полібій, а за ним і Страбон описують технологію багатократної промивки срібної руди на рудниках Нового Карфагена: «Цю руду дроблять і пропускають у воді через сита, потім осад знову подрібнюють і знову, проціджують і зливають воду, осад подрібнюють, потім п'ятий осад плавиться, а після відділення свинцю виходить чисте срібло».
Отже, в античну добу широко використовувались гравітаційні методи первинної переробки руд, зокрема їх промивка. Корисні копалини перед збагаченням подрібнювали, інколи використовували процеси декантації (навіть багатократно, тобто виконувалися перечисні операції). Безсумнівними досягненнями цієї доби було використання амальгамування та адгезійного процесу збагачення розсипного золота на ворсистих змащених поверхнях. По суті це перші відомі фізико-хімічні методи збагачення, застосовані людиною ще у давнину. Інше суттєве досягнення — гідравлічний розкрив (розмив) родовищ із попутним попереднім збагаченням руд — це найбільш масштабні відомі гірничі роботи, для виконання яких давні інженери готували спеціальні запаси води у водосховищах-озерах.
Гірники цього часу виконували підготовчі, основні і заключні операції збагачення: дробили і просіювали мінеральну сировину перед процесами розділення, виконували розділення різнорідних мінералів за їх густиною і поверхневими властивостями, зневоднювали збагачений продукт — концентрат.
Разом з тим, у античний період ми ще не бачимо стрункої системи знань з гірництва, зокрема зі збагачення корисних копалин. Як правило, відсутні спеціалізовані пристрої для збагачення — майже всі операції виконуються підручними засобами, запозиченими з інших сфер діяльності. При цьому розвиток технологій суттєво випереджає розвиток техніки.

## Епоха середньовіччя
Вперше систематизував знання про збагачення корисних копалин Ґ. Аґрікола у восьмій книзі праці «De Re Metallica». Він виділяє такі основні операції, застосовувані у збагаченні: селективне виймання, сортування, дроблення, подрібнення, грохочення, гравітаційні методи збагачення, промивання, амальгамування, а також підготовчі термічні методи (зокрема випалення), крім того — використання для збагачення корисних копалин рельєфу та природних потоків. Розглянемо стан розробленості цих технологічних процесів і операцій збагачення у середні віки.
Чи не вперше у гірництві Ґ. Аґрікола описує селективне виймання рудокопами рудного матеріалу при розробці рудних жил: «цінну руду вони відкладають у рудопромивні корита, а малоцінну кидають [окремо] в бадді». Якщо ж цього рудокоп не зробив на етапі виймання, то треба це зробити пізніше: «викопану руду треба уважно оглянути і відокремити частину, багату металом, від частини, яка не має металу» (зараз цю операцію попереднього збагачення називають «рудовибірка» або «сортування»). Ґ. Аґрікола так описує конструкцію рудорозбірного столу: «Найчастіше рудорозбірні столи виготовлені з щільно підігнаних дощок довжиною 4 фути, така ж і ширина стола; до трьох сторін столу припасовані борти висотою 1 фут, передній же край, де знаходиться розбірник руди, відкритий». Для дроблення великих шматків «рудорозбірники кладуть на кожний рудорозбірний стіл твердий і широкий камінь». Для рудовибірки на копальнях часто залучали не тільки чоловіків, але жінок і дітей, які «проводять цілі дні за рудорозбірним столом».
Великі шматки руди розколювали молотами, дробили і товкли, після чого вибирали багаті металом грудки, а пусту породу відкидали. Самородне срібло рудорозбірники сплющували, розрізали залізними зубилами або ножицями на шматки і направляли на плавлення. Для захисту від пошкоджень професійні рудорозбірники XVI ст. використовували захисні рукавиці та «наніжники», виготовлені з деревної кори.
Інколи перед рудорозбіркою руду піддавали термообробці (випалювали), що, по-перше, зменшувало її міцність, покращувало дробимість і, по-друге, дозволяло видалити (випалити) ряд шкідливих домішок — сірку, бітум, аурипігмент, реальгар тощо. При цьому вже у середньовіччі були вироблені різноманітні способи випалення конусоподібних куп руди на відкритому майданчику і у спеціальних печах; з добавками купоросу, колчедану, з попереднім змочуванням водою; у одну (дві, три) стадії. Інколи до випалювання видобутої руди її витримували в купах на відкритому повітрі — сонце, вітер, дощі, температурні коливання дещо розпушували рудний матеріал.
Подрібненню основної маси руд передував процес грохочення. Для виконання цієї операції використовували «короткий ящик» з мідною сіткою замість дна, який підв'язували до крюка на стовпі або гілки дерева. Робітник багаторазово притягував ящик заповнений рудою до себе і відпускав його, вдаряючи об стовп чи дерево. При цих струсах матеріал просіювався. Підрешітний продукт першого ящика (грохота) направляли у подібний «короткий ящик» але з меншими отворами сита, після чого ті ж операції повторювали (інколи змінюючи сита кілька разів). Для виділення найменших («пилеподібних») класів крупності застосовували мокре просіювання — шляхом прополіскування в діжці з водою.
Поверхнями просівання в таких грохотах були дротяні мідні та залізні сита, які підтримувалися прутами. Барабан сита — дерев'яний, виконаний у формі циліндра, скріплений залізними ободами. Чеські гірники для просіювання дрібнодисперсного матеріалу використовували також плетені кошики, які розгойдували і трясли у бадді чи діжці.
Дробленню піддавали окремі валуни й крупні класи руди (діаметром з горіх і більше), виділені при сортуванні, або шляхом просіювання (грохочення). Основні ручні знаряддя для подрібнення руд — залізні кувадла й бияки на довгих держаках. Про них Ґ.Аґрікола зазначав: «Широким боком цього залізного знаряддя робочі товчуть руду так само, як молотять зерно на току гладенькими дерев'яними ціпами, навішеними на ціповища».
Для механізації дробильного процесу надрешітний продукт піддавали дробленню ударним способом у дробарці, яку іноді називали «товчильний ящик». По суті вся його конструкція була підпорядкована одній меті — механізації процесу товчіння крупного матеріалу на міцній підложці (дубовій колоді, камені або залізній плиті) спеціальними товкачами із залізними наконечниками. Пристрій, зазвичай мав до десятка товкачів із залізними наконечниками і прямокутну робочу зону дроблення (з дубових колод, каменя або залізної плити).
У Східних Альпах і Карпатах дробарки мали до 20 товкачів уряд і видовжену робочу зону дроблення. Товкачам надавали зворотно-поступального руху у вертикальній площині за допомогою обертів коловороту. Приводом, як правило, слугував водяний потік, але іноді використовували й працю людини. Зрозуміло, що вся схема працювала у періодичному режимі разом з грохотом: спершу дробарку завантажували крупними грудками руди, потім приводили до руху товкачі, після певного часу їх зупиняли, вивантажували подрібнену руду, просіювали її на ситі, завантажували нову порцію крупного класу руди разом з надрешітним матеріалом.
Проривне рішення в технології подрібнення порід застосував Йоганн фон Мальтітц (єпископ Мейссенський), який у 1512 році на саксонських руднях у Німеччині замість сухого застосував дроблення попередньо змоченого матеріалу (мокре дроблення), яке було більш ефективним. По суті емпірично (без розуміння фізичної природи явища) чи не вперше під час збагачення корисних копалин було використано розклинюючий ефект, який чинить вода у порах і мікротріщинах, зменшуючи у такий спосіб міцність суцільного рудного матеріалу, що полегшує його руйнування. Сьогодні це явище відоме під назвою «ефект Ребіндера» і застосовується при подрібненні різних корисних копалин, зокрема під час приготування водовугільного висококонцентрованого палива.
Крім описаних вище товчильних дробарок для руд благородних металів застосовували також жорна водних млинів, які розтирали рудний матеріал у порошкоподібну масу. Інколи технологію подрібнення суміщали з операцією промивки, після чого метал з руди вилучали методом амальгамування. Його виконували в послідовно встановлених переливних ємностях (бочках), куди поміщали ртуть. Пульпа золоторудного борошна послідовно надходила у кожну бочку (з верхньої до нижньої), де перемішувалася з ртуттю. Частинки золота при контакті з ртуттю створювали золотортутну амальгаму (сплав ртуті з металом), пуста порода виокремлювалась. У подальшому ртуть випарювали зі сплаву й отримували золото.
Найбільшого ефекту збагачення досягали водною промивкою руд (гравітаційний метод). Ґ. Аґрікола описує шість способів промивки металовмісних руд: «у простому жолобі, у жолобі, який розгороджений дощечками, у великому баці, у короткому герді або планен-герді, похилому герді — шлемграбені, або на густому ситі». При цьому він називає ці способи «старими». У той же час застосовували і більш сучасні — модернізовані промивні машини, наприклад двоповерхові промивні жолоби, нижнє і верхнє відділення яких розділяло залізне сито (поєднання грохота і жолоба).
Гравітаційне збагачення виконували у жолобах (шлюзах) різних конструкцій, сучасним аналогом яких є вашгерд. Техніка гравітаційного збагачення корисних копалин, зокрема золота, олова і інших металів розсипних родовищ з високою питомою вагою, а також гранатів у водних потоках, що течуть по похилій поверхні досягла в часи пізнього середньовіччя доволі високого рівня. Показником цього є залучення до збагачення найтонших класів — для їх уловлювання застосовували покриття дна промивних жолобів шкірами волів чи коней, сукном тощо (сьогоднішні аналоги — ворсисті шлюзи). Для підвищення ефективності збагачення у шлюзах мийник мав весь час перемішувати руду спеціальними гребками або струшувати жолоб. При цьому важкі часточки золота чи олова опускалися на дно і застрягали у ворсинах підстилки, а легші породні фракції вимивалися потоком води. Після накопичення значної кількості важкої фракції у ворсяній підстилці процес припиняли і споліскували її в окремій посудині, вилучаючи цінний метал.
Процес промивки водою, який використовується і сьогодні, забезпечував відмивання від щільного матеріалу пухких глинистих та тонких піщаних фракцій, які вловлювались у фільтрах, а найтонші — у мулонакопичувачах. Цікаво, що нинішні шламовідстійники та мулонакопичувачі мали своїх аналогів-попередників у середньовіччі. Так, у Саксонській Швейцарії, на притоках Ельби у XVI ст. було влаштовано ряд ставків-відстійників для тонкодисперсної оловоносної руди і ці відстійники були частиною технологічного циклу промивочних рудень.
Ґ.Аґрікола описує оригінальні способи гравітаційного збагачення (промивки) з використанням природних перепадів висот на шляхах водних потоків і невеликих річок (зокрема в горах). Суть технологічних рішень давніх гірників полягала у використанні снігових (льодовикових) або дощових вод для промивки корисних копалин. При цьому в ущелинах гір, на їхніх схилах влаштовувалися спеціальні штучні русла, канави, по яких спрямовувалися водні потоки. Після попереднього збагачення рудного матеріалу в таких природних умовах і сходження вод осад штучних русел (канав) видобувався і додатково збагачувався у промивних жолобах. Аґрікола вказує тут на досвід португальців, які ймовірно використовували окремі технології ще давньоримських арругій — гідровидобувних комплексів давніх римлян («римський спосіб розробки»), які поєднували гідравлічну, підземну та відкриту розробку родовищ з промивкою руди потужними водними потоками .
Цікавою є географія застосування техніки і технологій збагачення руд в давнину. Крім в основному європейського досвіду збагачення корисних копалин, який описує Г.Агрікола процеси збагачення руд були поширені на широкій євразійській ойкумені.
Так, в районі Кані-Мансур — середньовічний рудник в районі Карамазару (Таджикистан) знайдено велику кількість знарядь праці гірників: залізні кайла й долота, кам'яні молоти (у формі зрізаної піраміди), товкачі, платформи, жорна для збагачення руд.
Згідно з письмовими джерелами в горах, біля м. Шельджі (Таласька долина, Киргизстан) і на південних схилах Киргизького хребта були копальні срібла. Тут знайдено близько 100 середньовічних гірничих виробок, що відкривали поклади поліметалічних руд. Видобута руда подрібнювалася і збагачувалася. Срібло вилучалося методом купеляції. Руду збагачували шляхом ручного подрібнення та водного промивання. Про це свідчать величезні відвали пустих порід і залишки давніх ариків, що підводили воду до місць водного збагачення. Повторне подрібнення проводили на жорнах гірничих млинів, рештки яких разом з численними жорнами дійшли до нашого часу.
Привертають увагу технології збагачення руд і витоплення благородних металів, які застосовували на рудниках Середньої Азії, зокрема у гірничо-металургійних селищах Ферганської долини. Здебільшого збагачення здійснювали безпосередньо поблизу гірничих виробок. На потужних руднях виокремлювали спеціальні рудорозбірні майданчики, іноді вони обслуговували декілька стовбурів і штолень. Спочатку руди подрібнювали кам'яними або залізними молотами, затим — товкачами й тертками в ступах і на платформах. На багатьох майданчиках знайдені жорна з грубозернистою поверхнею для розмелювання подрібнених руд. Застосовували також «мішджани» — камені, закріплені на товкачах. Ось як описує процеси збагачення Аль-Біруні: «Золото іноді поєднане з камінням, ніби сплавлене з ним, тоді воно потребує розмелу, який проводять на млинових жорнах, хоча товчіння за допомогою мішджана вдатніше й краще забезпечує його якість».
Де можливо, використовували силу плинної води (водне збагачення), для чого підводили спеціальні арики; в інших випадках збагачувальні майданчики розміщували поряд із найближчими річками або струмками. Відділення пустої породи проводилось шляхом багаторазового промивання у великих тазоподібних посудинах. Частинки породи, що видалялися з них, зносилися течією струменя у потужні відвали, нашарування яких поблизу значних рудників сягають товщини 10 м і більше.
Для отримання золота широко застосовували спосіб амальгамації. «Коли руда золота дроблена й змелена, — пише Аль-Біруні, — його (золото) відділяють промиванням від породи, а потім збирають за допомогою ртуті; після цього воно відтискається у клапті шкіри таким чином, що розчинене в ртуті золото виходить через пори шкіри, а потім ртуть видаляється випарюванням на вогні». Про розповсюдженість цього способу свідчать численні знахідки поблизу рудників і в ремісничих районах міст долини Ахангарана. Це насамперед сфероконічні посудини для ртуті, яку протягом кількох сторіч добували в давньому руднику Хайдаркан («Великий рудник») у Ферганській долині (на території сучасного Киргизстану).

### Елементи технології збагачення корисних копалин в давній Україні
В Україні до системи гірничо-металургійних центрів доби пізньої бронзи належить Картамиш — давня копальня міді на теренах Луганської області. Тут сучасними археологічними розкопками виявлено ряд артефактів, які свідчать про збагачення мідної руди. Технологія збагачення мала, ймовірно, такий вигляд. Шматки пісковику, що вміщували прошарки та гнізда суцільних сульфідів міді, доставляли на робочу ділянку, де їх подрібнювали за допомогою кам'яних молотів та розшаровували по поверхні розташування сульфідів міді. Потім підготовлену руду подрібнювали кам'яними товкачами (пестиками) виготовленими із закременілих чи гранітоподібних жовен у спеціальних ступках. Отриманий таким чином рудний концентрат можна було використовувати для виплавлення металу. Значна частина руд мала вкраплення сульфідів міді сферичної форми. Розмір вкраплень від 1—2 до 20 мм з переважанням дрібних фракцій. Збагачення таких руд потребує ретельного подрібнення порід для вивільнення сульфідів міді. Найбільш імовірний і легкодоступний спосіб їх відокремлення від пустих порід після подрібнення — водне гравітаційне збагачення. Гіпотезу водного збагачення підтверджують ознаки русла струменя поблизу збагачувальної ділянки, а також виявлений колодязь у межах виробничої споруди.

## Відомі дослідники процесів і закономірностей збагачення корисних копалин у ХІХ-ХХ ст
- Артур Таггарт,
- Кармазин Віталій Іванович
- Андрєєв Сергій Юхимович
- Лященко Петро Володимирович
- Серго Юхим Юхимович
- Чечотт Генріх Оттонович

## Вислід
Підсумовуючи основні риси гірничих технологій середньовіччя зазначимо домінування ручної праці на всіх напрямках гірничих робіт, в тому числі і збагачення корисних копалин, і одночасний пошук можливостей застосування машин і пристроїв. У збагаченні корисних копалин — це била, точильні дробарки, сита (грохоти), рудорозбірні сортувальні столи, жолоби для промивки руд, обмаслені поверхні тощо.
Основні операції, застосовувані в Середньовіччі для збагачення руд: селективне виймання, сортування, дроблення, подрібнення, грохочення, гравітаційні методи збагачення, промивання, амальгамування, адгезійний метод збагачення, а також підготовчі термічні методи (зокрема випалення), використання для збагачення корисних копалин рельєфу та природних потоків.
Напрямки подальших досліджень: історія збагачення корисних копалин різних країн світу, зокрема на теренах України, розвиток теми від першої науково-технічної революції (XV—XVII ст.) до сьогодні.